# Patience Agbabi
Patience Agbabi (ur. 1965 w Londynie) – brytyjska poetka i performerka. 
Jej rodzice pochodzą z Nigerii. Łączy poezję i performance: artystka uważa, że „to, co pisane”, musi być również mówione i że należy zmniejszyć rozdział między pismem a sceną. W zbiorze Tansformatrix uwidacznia się dynamizm oraz werbalna i formalna sprawność jej twórczości. 

## Dzieła
Poezje:
- R.A.W., 1995
- Transformatrix, 2000
- Bloodshot Monochrome, 2008